# Maidstone (Saskatchewan)
Maidstone es un pueblo canadiense situado en la provincia de Saskatchewan.

## Superficie
Maidstone tiene una superficie de 4,39 km².

## Demografía
En 2021, tenía 1209 habitantes, una densidad poblacional de 275,1 hab./km², y 515 viviendas.